# خليج روبرتسون
خليج روبرتسون هو خليج كبير يشبه المثلث تقريبًا يقع على الساحل الشمالي لأرض فكتوريا بين كيب بارو وكيب أدار. تم اكتشافه عام 1841 بواسطة الكابتن جيمس كلارك روس، البحرية الملكية، والذي أطلق عليه اسم الدكتور جون روبرتسون، الجراح في HMS Terror.